# Stagno di Pilo e di Casaraccio
Stagno di Pilo e di Casaraccio este o arie protejată (arie specială de conservare — SAC, sit de importanță comunitară — SCI) din Italia întinsă pe o suprafață de 1.882 ha, din care 37 % marine.

## Localizare
Centrul sitului Stagno di Pilo e di Casaraccio este situat la coordonatele 40°52′59″N 8°14′55″E / 40.883056°N 8.248611°E.

## Înființare
Situl Stagno di Pilo e di Casaraccio a fost declarat sit de importanță comunitară în septembrie 1995 pentru a proteja 1 specie de plante și 47 de specii de animale. Situl a fost protejat și ca arie specială de conservare în aprilie 2017.

## Biodiversitate
Situată în ecoregiunea mediteraneană, aria protejată conține 14 habitate naturale: Stepe sărăturate mediteraneene (Limonietalia), Dune mobile de-a lungul țărmului cu Ammophila arenaria („dune albe”), Dune de pe litoral fixate cu Crucianellion maritimae, Bancuri de nisip acoperite în permanență slab de apă marină, Vegetație anuală la limita mareei, Lagune de coastă, Tufărișuri halofile mediteraneene și termo-atlantice (Sarcocornetea fruticosi), Dune mobile cu vegetație embrionară, Pășuni mediteraneene udate de apa mării (Juncetalia maritimi), Salicornia și alte specii anuale care populează regiunile mlăștinoase și nisipoase, Straturi cu Posidonia (Posidonion oceanicae), Golfuri mici largi și golfuri puțin adânci, Dune de coastă cu Juniperus spp., Dune cu vegetație ierboasă Malcolmietalia.
La baza desemnării sitului se află mai multe specii protejate:
- plante (1): Anchusa crispa
- păsări (43): pescăruș albastru (Alcedo atthis), Alectoris barbara, fâsă-de-câmp (Anthus campestris), egretă mare (Ardea alba), stârc roșu (Ardea purpurea), stârc galben (Ardeola ralloides), rață roșie (Aythya nyroca), buhai de baltă (Botaurus stellaris), pasărea ogorului (Burhinus oedicnemus), ciocârlie-cu-degete-scurte (Calandrella brachydactyla), bătăuș (Calidris pugnax), Calonectris diomedea, caprimulg (Caprimulgus europaeus), prundăraș de sărătură (Charadrius alexandrinus), erete de stuf (Circus aeruginosus), erete vânăt (Circus cyaneus), erete cenușiu (Circus pygargus), egretă mică (Egretta garzetta), șoim călător (Falco peregrinus), piciorong (Himantopus himantopus), stârc pitic (Ixobrychus minutus), sfrâncioc roșiatic (Lanius collurio), Larus audouinii, Larus genei, ciocârlie de pădure (Lullula arborea), ciocârlie de bărăgan (Melanocorypha calandra), gaia neagră (Milvus migrans), stârc de noapte (Nycticorax nycticorax), vultur pescar (Pandion haliaetus), viespar (Pernis apivorus), Phalacrocorax aristotelis desmarestii, Phoenicopterus ruber, lopătar (Platalea leucorodia), Porphyrio porphyrio porphyrio, Puffinus yelkouan, ciocântors (Recurvirostra avosetta), chiră de baltă (Sterna hirundo), chiră mică (Sternula albifrons), Sylvia sarda, silvie de tufiș (Sylvia undata), spârcaci (Tetrax tetrax), chiră de mare (Thalasseus sandvicensis), fluierar de mlaștină (Tringa glareola)
- pești (1): Aphanius fasciatus
- reptile (3): Euleptes europaea, Testudo graeca, țestoasă bănățeană (Testudo hermanni)

Pe lângă speciile protejate, pe teritoriul sitului au mai fost identificate 12 specii de plante, 108 specii de păsări, 2 specii de amfibieni.